# Ragnarsdrápa
Ragnarsdrápa er et skjaldekvad der siges at være skrevet til Ragner Lodbrogs ære, men som mere sandsynligt er skrevet til en senere Regnar. Kvadet tilskrives den ældst kendte skjald, Bragi Boddason, som levede i 800-tallet og digtede det til den svenske Bjørn sveakonge. Bragi beskriver billederne på et dekoreret skjold, som Regnar har givet ham som tak for et kvad, ligesom Æneas i Æneiden beskriver billederne på et skjold, Vulcan har skænket ham.
Egil Skallagrimssons ven Arinbjørn herse i Fjordane (d. 969) fortalte om sin "frænde" Brage, at han på en nat digtede en dråpa (= hyldest) på 20 vers om sveakongen Bjørn, og i Landnåmsbogen fortælles, at Brages datter Astrid var mormor til den Arinbjørn. Astrid Bragedatter var også mormor til Rosskjell, bedstefar til Tind Hallkelsson og hans bror Illuge den sorte på Gilsbakke, der var far til skjalden Gunløg Ormstunge (d. 1008). Flere steder nævnes, at Brage var skjald hos sveakongen "Bjørn på højen"; sandsynligvis den Bern, konge i Svitjod, som Rembertus (d. 888) nævner i sin beretning om Ansgars rejse derop i 827.
Billederne på Regnars skjold inkluderer:
- Brødrene Hamder og Sørles angreb på kong Jormunrek (omtalt af Jordanes).[5]
- den endeløse tvekamp mellem Hedin og Høgne (Hjadningekampen).[6]
- Gefion der pløjer Sjælland ud af Sverige.
- Thors fisketur efter Midgårdsormen.[7]

Det overlevne fragtmenter af Ragnarsdrápa findes i Snorri Sturlusons Yngre Edda. Episoderne med Hamdir og Sorli og Heðinn og Hǫgni bliver udelukkende beskrevet i Ragnarsdrápa, mens andre dele stammer fra det samme digt, der beskriver billederne på de fire dele af skjoldet, i fire strofer hver med et, formentlig tabt omkvæd.
Kvadet sammenlignes ofte med Húsdrápa og Haustlöng, som også beskriver illustrationer af mytologiske scener. Ligesom Haustlöng bruger det arkaiske og komplekse kenninger i strid med syntaksen. Selvom dróttkvætt går imod nogle af de senere reglert, er kvadet vel udført, og dette samt kompleksiteten af sproget viser, at der allerede på dette tidspunkt var sket en betragtelig udvikling i skjaldekunst.